# 馬修·戴維斯 (演員)
馬修·戴維斯（英語：Matthew "Matt" W. Davis，1978年5月8日—）是一位美國演員，他最著名的作品有CW電視台的吸血鬼日記和ABC的最後的單身漢。

## 外部連結
- Matthew Davis在互联网电影资料库（IMDb）上的資料（英文）